# 卡斯尔梅恩 (维多利亚州)
卡斯尔梅恩（英語：Castlemaine，/ˈkæsəlmeɪn/）是維多利亞州的一座城市，地屬當年金礦區域（Goldfield）之內，位於距離府城墨爾本之西北120公里、本迪戈40公里處。根據統計資料，2006年卡斯尔梅恩有14%的市民生於海外，3%於英國。

## 沿革
卡斯尔梅恩最初應1851年的淘金熱而生，當年鎮名為Forrest Creek。

## 產業
淘金熱退潮後，本市轉以發展食品業為主。

## 文化
本市的文化節慶多與淘金熱和食品業有關，且以此發展觀光業。

## 外部連結
- 卡斯尔梅恩歷史協會 （页面存档备份，存于）
- 卡斯尔梅恩全州歡慶 （页面存档备份，存于）